# Novoselivka, Polohî
Novoselivka (în ucraineană Новоселівка) este localitatea de reședință a comunei Novoselivka din raionul Polohî, regiunea Zaporijjea, Ucraina.

## Demografie
Componența lingvistică a localității Novoselivka
     Ucraineană (93,38%)
     Rusă (6,14%)
     Alte limbi (0,32%)
Conform recensământului din 2001, majoritatea populației localității Novoselivka era vorbitoare de ucraineană (93,38%), existând în minoritate și vorbitori de rusă (6,14%).